# Pamenes de Tebas
Pamenes de Tebas (en griego Παμμένης, siglo IV a. C.) fue un general tebano de considerable fama que vivió durante el siglo IV a. C. Estaba relacionado con Epaminondas por lazos políticos y lazos de amistad. Cuando Filipo, futuro Filipo II, rey de Macedonia, fue enviado como rehén a Tebas, fue puesto bajo el cuidado de Pamenes.
En el año 369 a. C., tras la fundación de Megalópolis, existía la preocupación de que los espartanos atacaran la ciudad, por lo que para evitar un posible ataque, el propio Epaminondas envió a Pamenes al mando de mil hoplitas seleccionados para defender a sus ciudadanos.
Siete años después, en el 362 a. C., algunos de los colonos megalopolitanos se mostraron a favor de disolver la comunidad y regresar a sus propias tierras, para lo que pidieron ayuda a los mantineos y a otros peloponesios. Los otros colonos, aquellos que se oponían a la disolución de su comunidad, pidieron ayuda a los tebanos, que enviaron a Pamenes con 3000 soldados de infantería y 300 de caballería. Con esta fuerza, Pamenes superó toda resistencia y obligó a regresar a los que habían abandonado la ciudad.
Cuando el sátrapa Artabazo II se rebeló contra el rey persa Artajerjes III en el 356 a. C., Pamenes condujo a 5 000 tebanos en ayuda de Artabazo, y venció a las fuerzas del rey en dos grandes batallas. Pero Artabazo, sospechando que Pamenes estaba confabulado con sus enemigos, lo arrestó y lo entregó a sus hermanos, Oxythras y Dibictus.
Se dice que Pamenes practicaba la paiderastia. Es difícil decir qué grado de crédito debe atribuirse a la historia, pues existió el rumor de que mientras estuvo bajo su custodia, Filipo II mantuvo una relación homosexual con Pamenes.